# Lê Văn Tĩnh
Lê Văn Tĩnh (21 tháng 7 năm 1936 – 12 tháng 8 năm 2021) là một nhà giáo, đạo diễn người Việt Nam. Ông là thầy của nhiều nghệ sĩ như Trịnh Kim Chi, Trung Dân, Hồng Vân, Thành Lộc.

## Tiểu sử
Lê Văn Tĩnh sinh năm 1936 tại Phan Rang, Ninh Thuận. Ông vào chiến khu từ năm 9, 10 tuổi. Sau đó, ông tập kết ra Bắc rồi ra đi nước ngoài tu nghiệp 6 năm chuyên ngành đạo diễn. Khi về nước, ông từng làm quản lý các đoàn Bông Hồng, Phước Chung…
Năm 1979, ông về giảng dạy tại Trường Nghệ thuật Sân khấu 2 (nay là Trường Đại học Sân khấu - Điện ảnh TPHCM). Ông cũng đã viết và dựng hàng trăm vở kịch, cải lương như: Quẫn, Hôn lễ đảo chìm, Người con gái Sài Gòn, Lý Ngư vọng nguyệt, Cái bóng... Đặc biệt, vở cải lương Bản tình ca quê mẹ đã đoạt huy chương vàng Liên hoan Sân khấu - Cải lương toàn quốc năm 1992.

## Giải thưởng
- Huy chương vàng Hội diễn Sân khấu chuyên nghiệp toàn quốc 1992.[2]

## Nhận xét
| “           | Thầy tạo dựng phong cách mới cho đưa chất trào phúng vào những vở kịch, náo kịch, hài kịch dân gian. Thầy Lê Văn Tĩnh vô cùng duyên dáng, nói chuyện sâu sắc, tài năng của thầy bộc lộ rõ nhất khi thầy đứng trên bục giảng, đứng trên sân khấu dàn dựng cho chúng tôi. Thầy rất yêu thương học trò. | ” |
| — Trung Dân | |   |

| “              | Thầy nhẹ nhàng, dễ chịu, không lớn tiếng với học trò. Vai diễn nào, với bất kỳ ai, thầy đều hướng dẫn rất tận tình. Có những lúc học trò bận chạy show, năn nỉ thầy ngừng dạy, thầy cũng nhẹ nhàng đồng ý, sau đó lưu ý thật kỹ để hôm sau tiếp tục phân tích, mổ xẻ cho cặn kẽ. | ” |
| — NSƯT Mỹ Uyên | |   |

## Qua đời
Lê Văn Tĩnh qua đời vào ngày 12 tháng 8 năm 2021 tại Bệnh viện Chợ Rẫy, sau thời mắc bệnh COVID-19, hưởng thọ 86 tuổi.